# Martin Laliberté
Martin Laliberté, P.M.É, né le 13 décembre 1964 à Charlesbourg dans la ville de Québec, est un prêtre catholique québécois. Il fit son ministère en Haïti, au Québec et au Brésil. Il a été nommé évêque de Trois-Rivières le 14 mars 2022. Il prend ses fonctions lors de la messe d'installation le 8 avril 2022.

## Biographie
Fils de Claude Laliberté, diacre permanent, et de Denise Marier, Martin Laliberté détient un baccalauréat en théologie et un diplôme en pédagogie de l'Université Laval de Québec (1983-1987). Il travaille comme missionnaire laïque pendant deux ans à Corail en Haïti de 1987 à 1989 avec l'Ordre franciscain séculier. Il arrive à la Société des Missions-Étrangères du Québec en 1990. Il a d'abord travaillé comme animateur missionnaire de 1990 à 1992 auprès de jeunes au Québec. Il a ensuite  vécu une année de formation spirituelle au Centre de spiritualité Manrèse de Québec, puis il a poursuivi ses études à l'Université Saint-Paul à Ottawa où il a obtenu une maîtrise en Sciences de la mission.
Il est ordonné prêtre le 29 octobre 1995. De 1996 à la fin de 2004, il est missionnaire au Brésil d'abord à Manacapuru (Amazonas), puis à Caapiranga (Amazonas). Il a été vicaire à la paroisse Nossa Senhora de Nazaré à Manacapuru de juillet 1996 à décembre 1997, date où il a été nommé curé de la paroisse de São Sebastião à Caapiranga. Il y a œuvré de décembre 1997 jusqu'à la fin de l'année 2004. Il a été supérieur du groupe missionnaire de la Société des Missions-Étrangères au Brésil de 1998 jusqu'à son retour au Canada (fin 2004). Il a aussi été président du conseil presbytéral de la Prélature de Coari pour un mandat de deux ans, de 1998 à 2000.
De retour au Canada, il est, de 2005 à 2008, directeur du Centre international de formation missionnaire (CIFM) de la Société des Missions-Étrangères. En 2008, il devient  membre du Conseil central de la Société après son élection comme premier assistant et vicaire général. Il est élu supérieur général pour cinq ans le 7 mai 2013, succédant au Père Guy Charbonneau qui venait d'être nommé évêque au Honduras. Le 4 juin 2018, il est réélu supérieur général pour un mandat de 5 ans. 
Le pape François nomme Mgr Martin Laliberté, p.m.é., évêque auxiliaire de Québec le 25 novembre 2019. Il est ordonné par le cardinal Mgr Gérald Cyprien Lacroix le 29 décembre 2019 à la Basilique-cathédrale Notre-Dame de Québec lors du jour de la fête de la Sainte-Famille. Les évêques co-consécrateurs sont Mgr Marc Pelchat (de) et Mgr René Guay. L'ordination se fait aussi en présence du nonce apostolique du Canada, Son Excellence Mgr Luigi Bonazzi, et de l'évêque anglican de Québec, Mgr Bruce Myers. Neuf servants de messe de la paroisse du nouvel ordinand y font les services liturgiques. 
Ce même jour du 25 novembre 2019, le pape le nomme évêque titulaire du diocèse de Sertei, un ancien diocèse situé à Kherbet Guidra, en la Maurétanie sétifienne  (aujourd'hui en Algérie), où se trouvent les restes d'une basilique chrétienne du Vè siècle. Mgr Laliberté est le sixième évêque titulaire de ce diocèse (ré)établi en 1933 et le premier Québécois titulaire.
Le 14 mars 2022, le pape François le nomme évêque de Trois-Rivières, en remplacement de Mgr Luc Bouchard. Il prend ses fonctions lors de la messe d'installation le 8 avril 2022.
Le 20 septembre 2023 à Rouyn-Noranda, lors de l'assemblée plénière de l'Assemblée des évêques catholiques du Québec,  Mgr Martin Laliberté, p.m.é. a été élu président de l'Assemblée des évêques catholiques du Québec pour un mandat de deux ans soit de 2023-à 2025.[réf. nécessaire]
Mgr Laliberté parle cinq langues : français, anglais, portugais, espagnol et créole.[réf. nécessaire]

## Devise épiscopale
Si tu savais le don de Dieu (Jean 4,10)